# Струцкая, Антонина Михайловна
Антонина Михайловна Струцкая (Овсянникова) (1928—2023) — советский передовик производства в сельском хозяйстве. Депутат Верховного Совета СССР 5-го созыва (1958—1962). Герой Социалистического Труда (1960).

## Биография
Родилась в посёлке Видный Елань, Таловского района, Воронежской области.
С 1943 года во время Великой Отечественной войны начала трудовой путь — колхозницей колхоза имени Тельмана Таловского района, с 1947 года работала — дояркой. С 1955 по 1956 годы училась в Бутурлиновской зооветеринарной школе.
7 марта 1960 года Указом Президиума Верховного Совета СССР «в ознаменование 50-летия Международного женского дня, за выдающиеся достижения в труде и особо плодотворную общественную деятельности» Антонина Михайловна Струцкая была удостоена звания Героя Социалистического Труда с вручением Ордена Ленина и золотой медали «Серп и Молот».
22 марта 1966 года Указом Президиума Верховного Совета СССР «за трудовое отличие» А. М. Струцкая была награждена Орденом Трудового Красного Знамени.
Помимо основной деятельности С 1958 по 1962 годы А. М. Струцкая (Овсянникова)  избиралась — депутатом Верховного Совета СССР 5-го созыва.
В 1989 году А. М. Струцкая — на пенсии. Жила в Краснодарском крае. Скончалась 17 марта 2023 года.

## Награды
- Медаль «Серп и Молот» (7.03.1960)
- Орден Ленина (7.03.1960)
- Орден Трудового Красного Знамени (22.03.1966)
- Медаль «За доблестный труд в Великой Отечественной войне 1941—1945 гг.»